# Statte
Statte és un barri «fora les muralles» de la ciutat de Huy a la confluència del Mehaigne i del Mosa. Ja el 1328 va ser anexionat per la ciutat. Era un important centre d'artesania per la Mehaigne que hi accionava uns molins d'aigua (farina, oli) i forges.
Per a la construcció del ferrocarril, la desembocadura del Mehaigne va ser desviada vers el sud, al territori del municipi de Wanze. Fins a mitjans del segle XX era un important nus ferroviari. Des del 1868 té una estació del ferrocarril a la creu de les línies 125 Lieja-Namur i les desaparegudes 126 Ciney-Statte i 127 Statte-Landen. Fins al 1952 hi havia a més un carrilet que connectava Statte amb Waremme. Té un port esportiu fluvial integrat al Port de Lieja i un dels darreres molins de blat independents de Valònia, els Moulins de Statte, que continua la tradició molinera del barri.
El topònim provindria probablement d'una arrel germànic stat que significa moll.

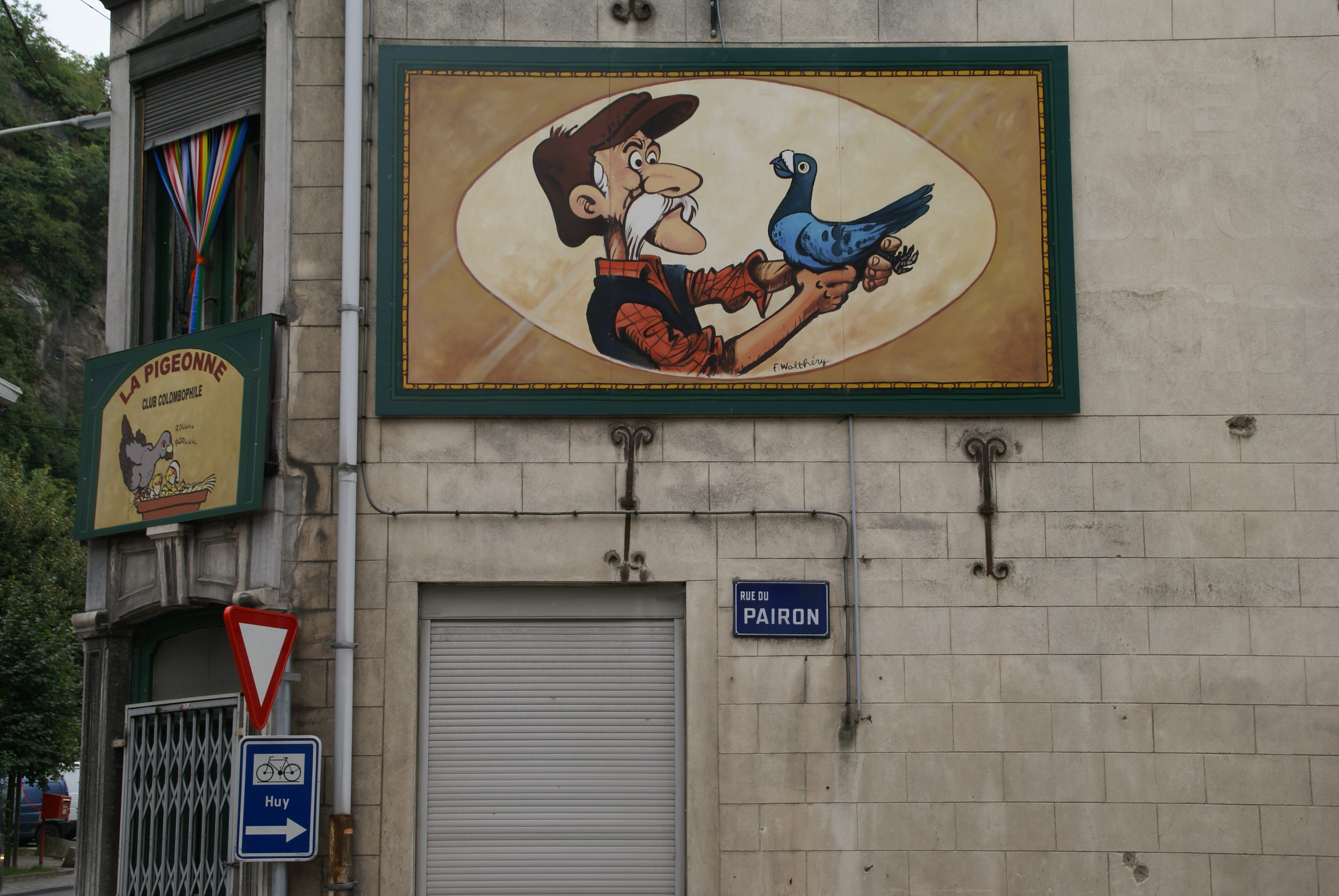
Pintura mural inspirada de l'obra de François Walthéry
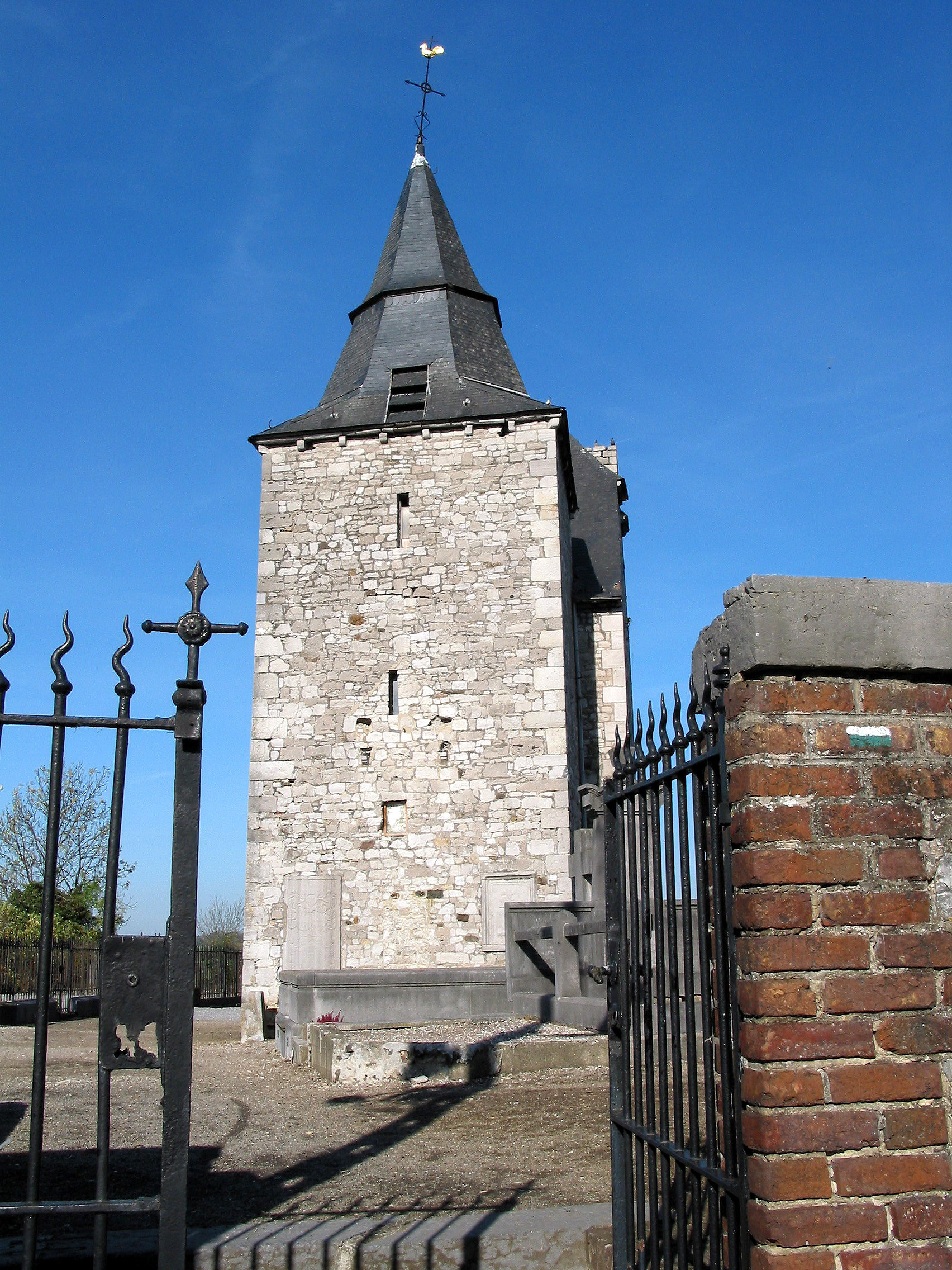
Església de Sant Esteve al Mont
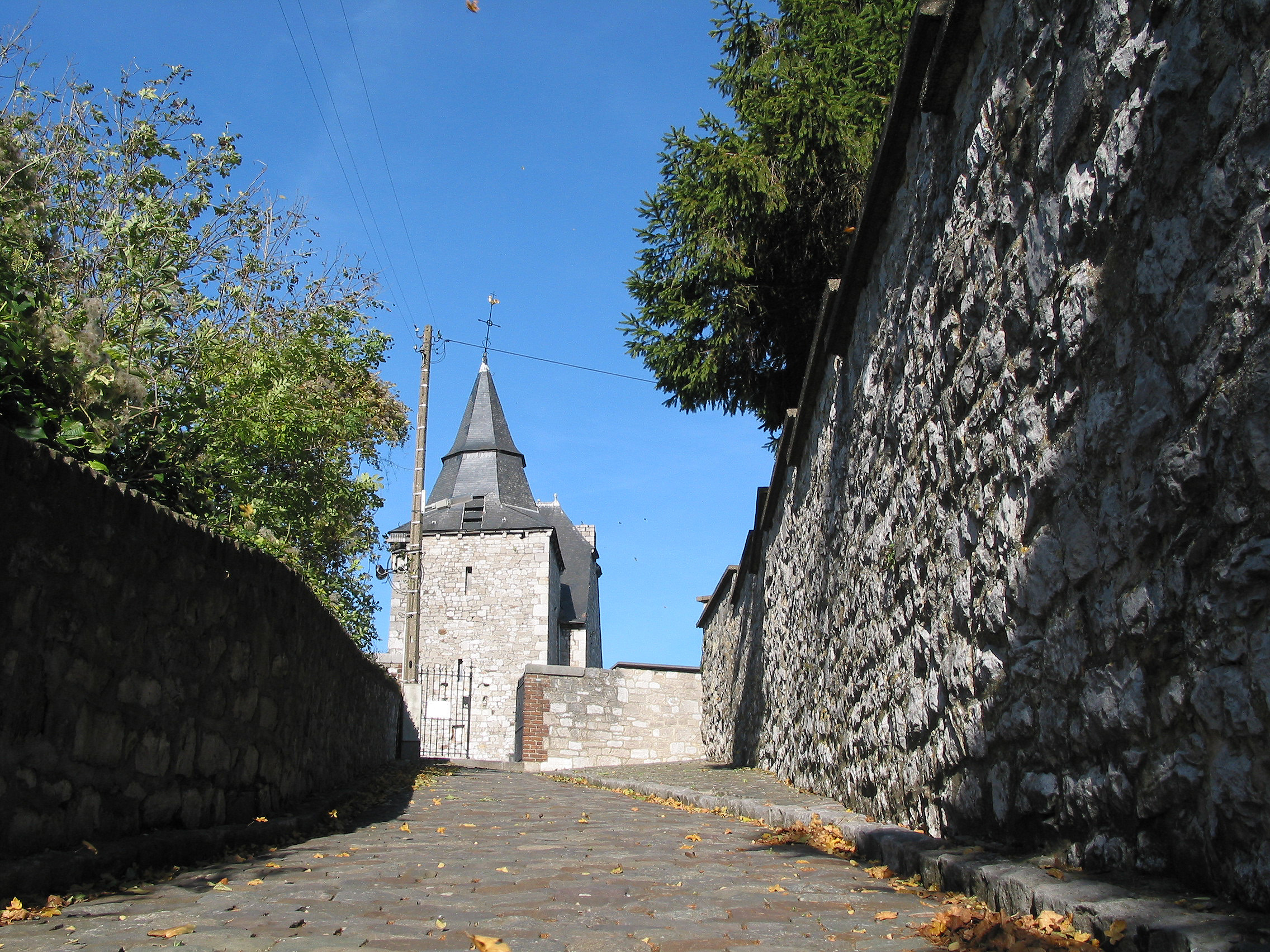
Sant Esteve al Mont